# Jakob Alt
Pour les articles homonymes, voir Alt.
Jakob Alt, né le 27 septembre 1789 à Francfort et mort le 30 septembre 1872 à Vienne, est un peintre et lithographe allemand.

## Biographie
Jakob Alt est né le 27 septembre 1789 à Francfort, où il reçoit sa formation artistique précoce. Plus tard, il s'installe à Vienne et entre à l'Académie des beaux-arts. Il se fait rapidement remarquer comme peintre paysagiste et a effectué divers voyages à travers l'Autriche et l'Italie, peignant, au fur et à mesure, des vues dans le quartier du Danube et dans la ville de Vienne.
Plus tard, Alt peint beaucoup à l'aquarelle, et est également graveur sur pierre.
En 1830, le futur Empereur Ferdinand 1er d'Autriche lance un projet de commande de tableaux des plus beaux panoramas de l'Empire. Alt et son fils aîné, Rudolf von Alt peignent environ 170 des 300 œuvres exécutées avant la fin du projet en 1849.
Il est mort le 30 septembre 1872 à Vienne.
Son fils Rudolf von Alt (1812-1905) est lui aussi un peintre et aquarelliste de paysage et d'architecture.

## Œuvre
- Vue de Turin (1846), huile sur toile, 66 × 95 cm, Musée de Vienne[4]

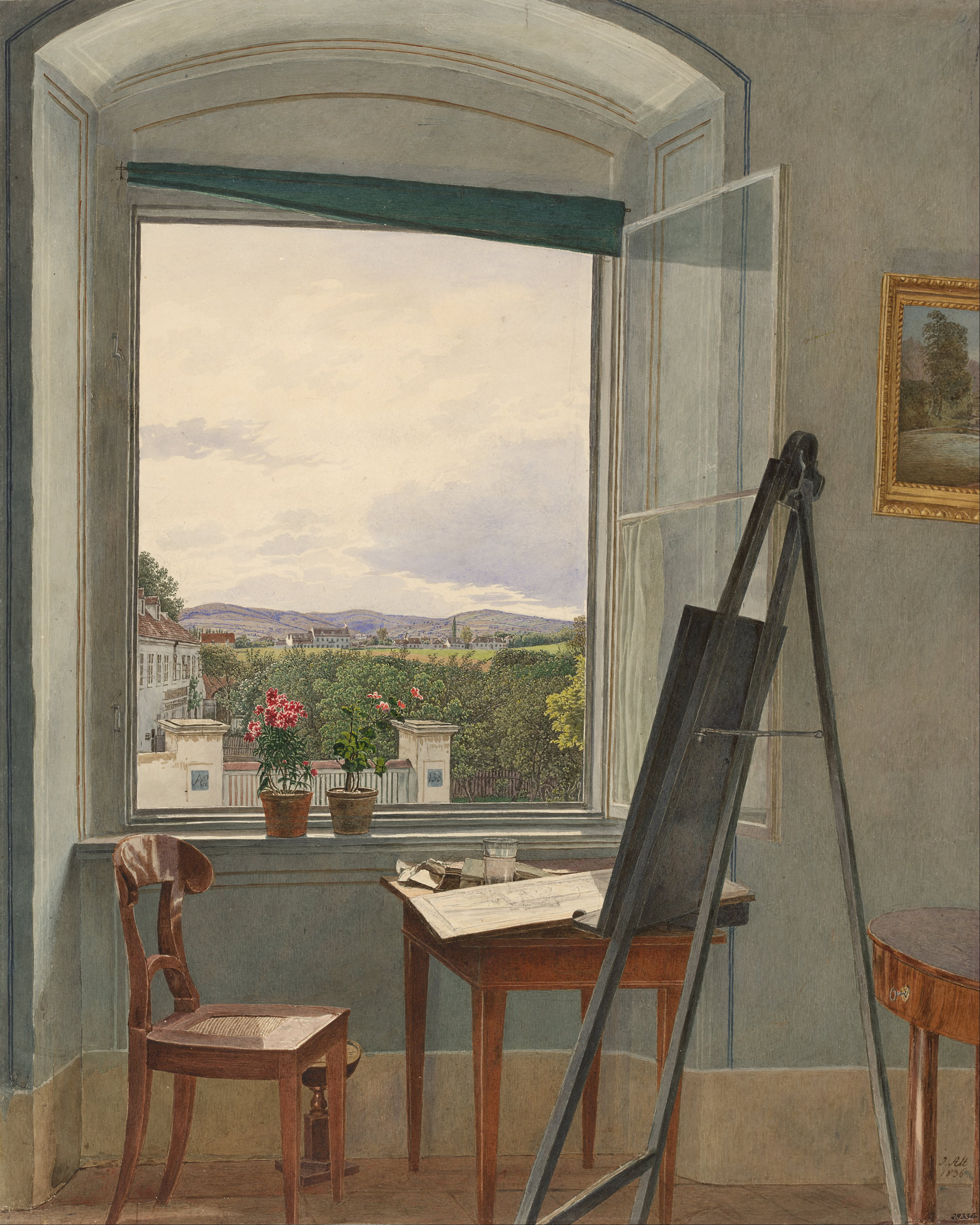
Vue depuis l'atelier d'artiste d'Alservorstadt en direction de Dornbach, 1836.
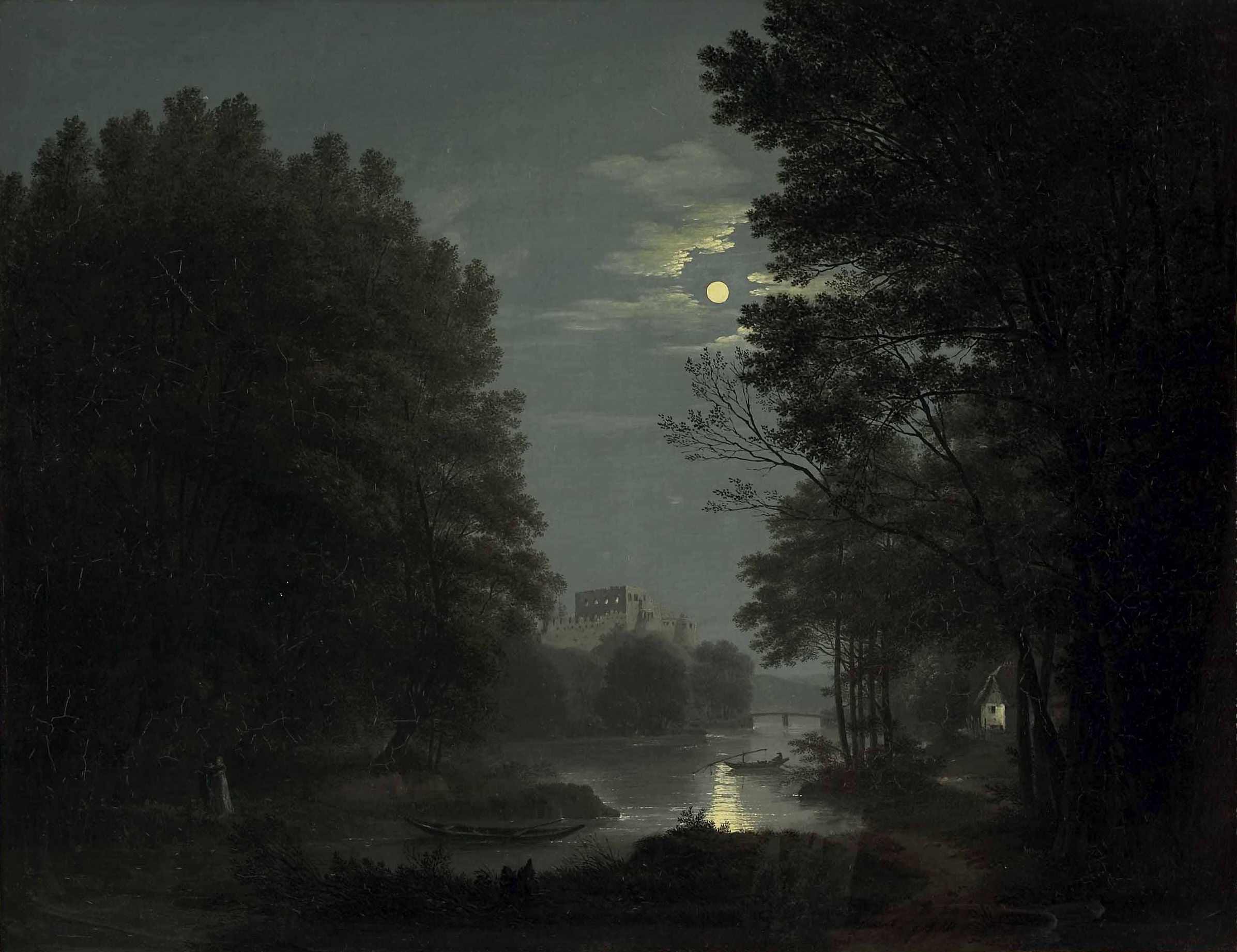
Couple amoureux au clair de lune.
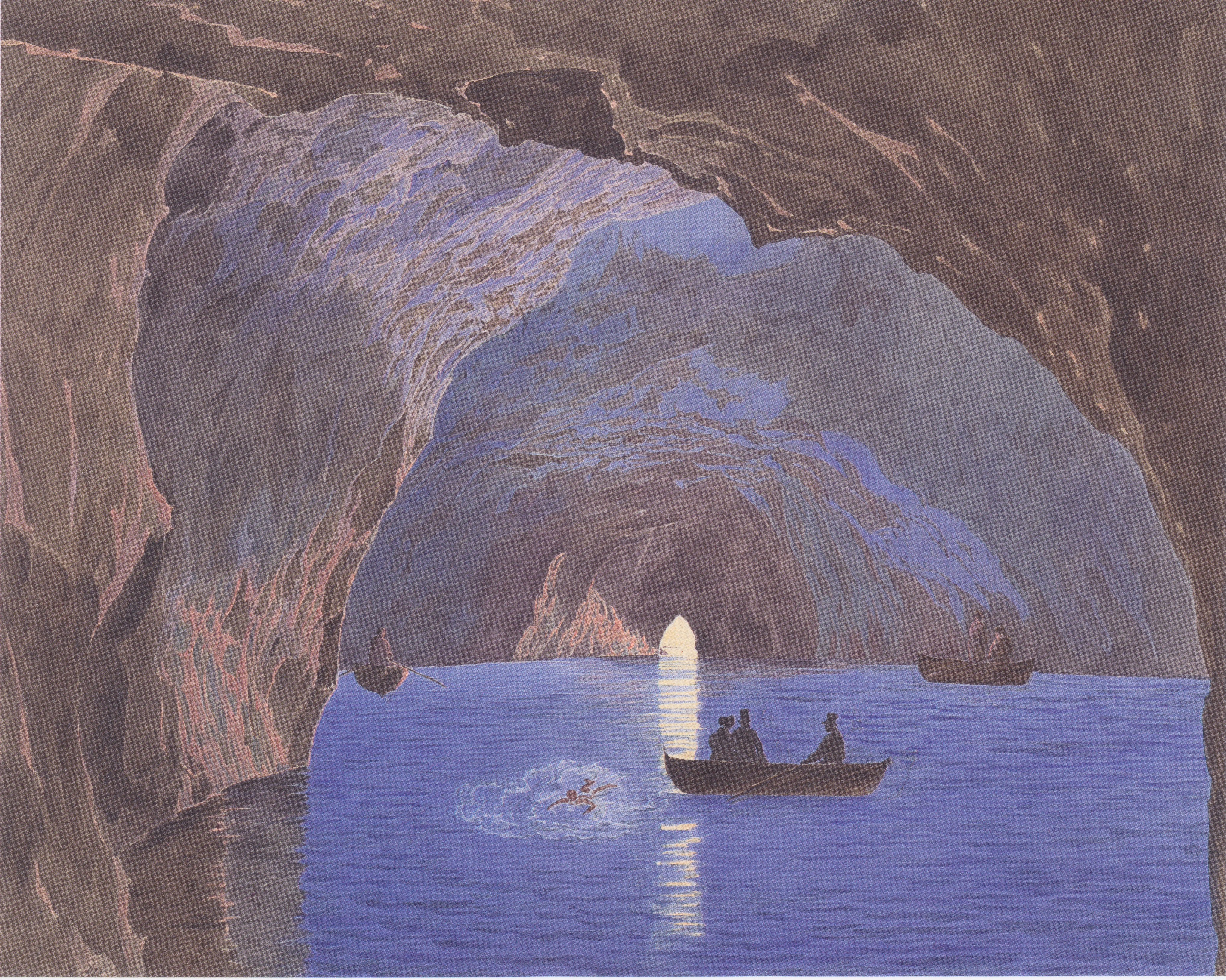
La grotte bleue de Capri
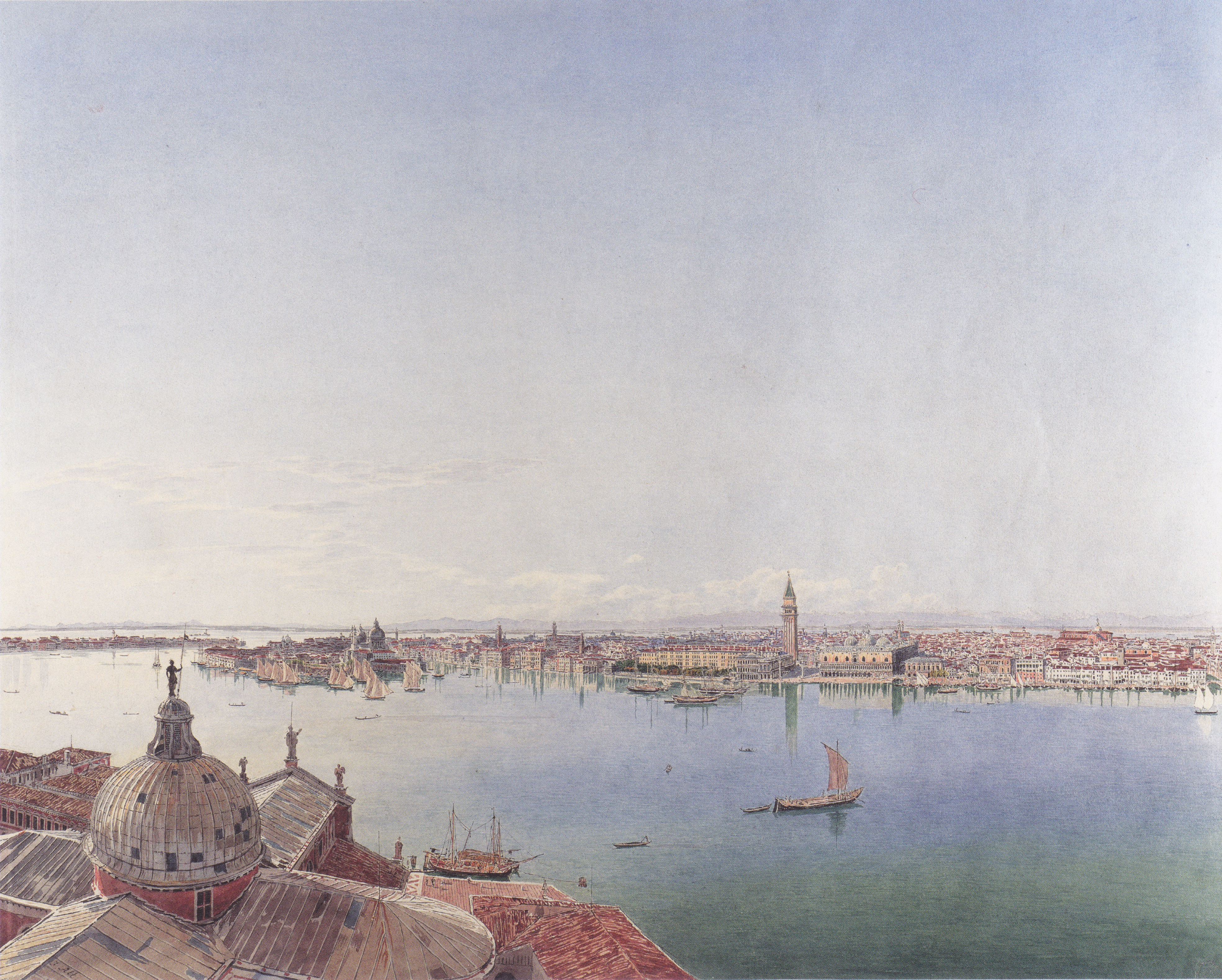
Venise, 1835
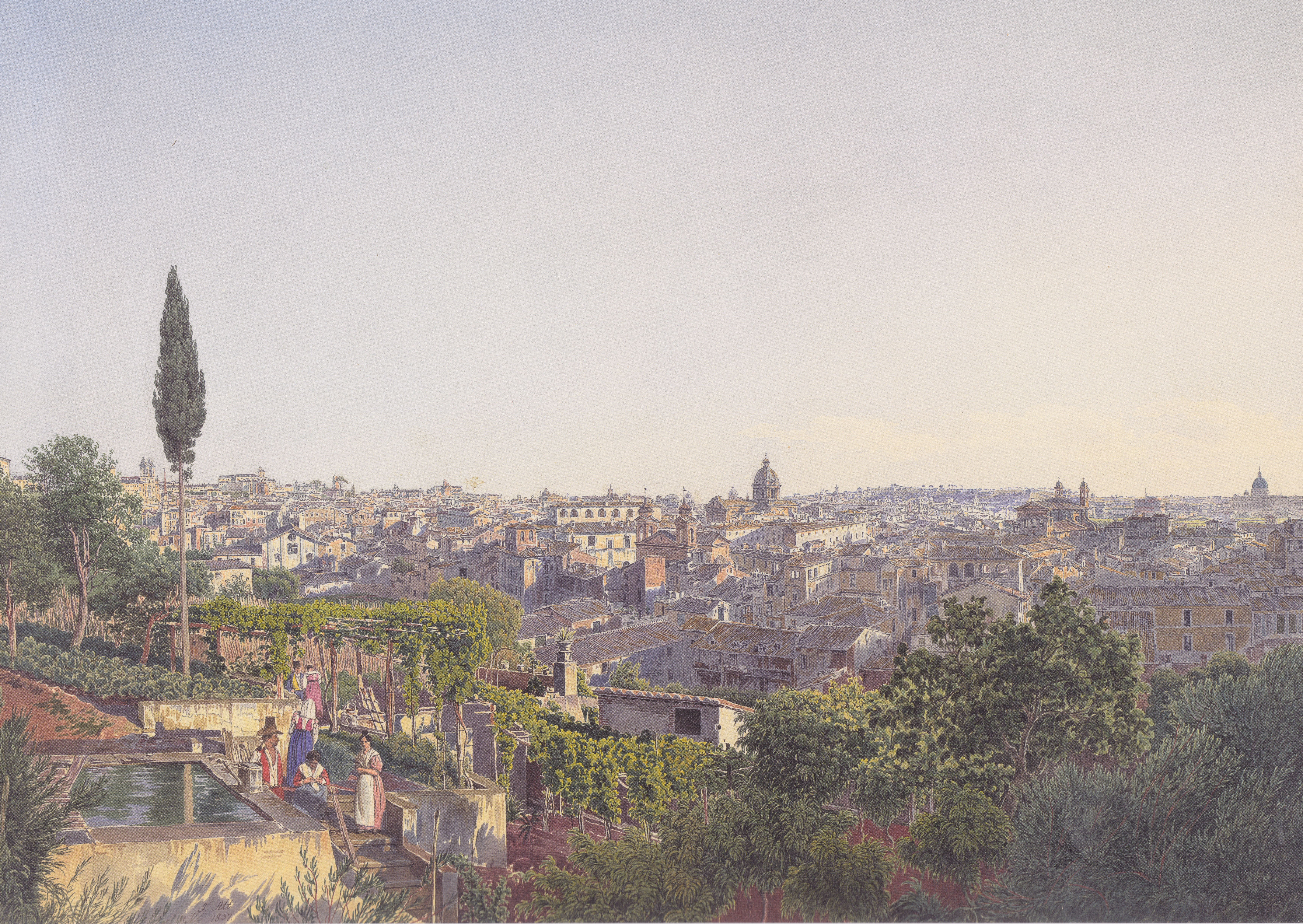
Vue de Rome, 1837 aquarelle maintenant dans l'Albertina, Vienne
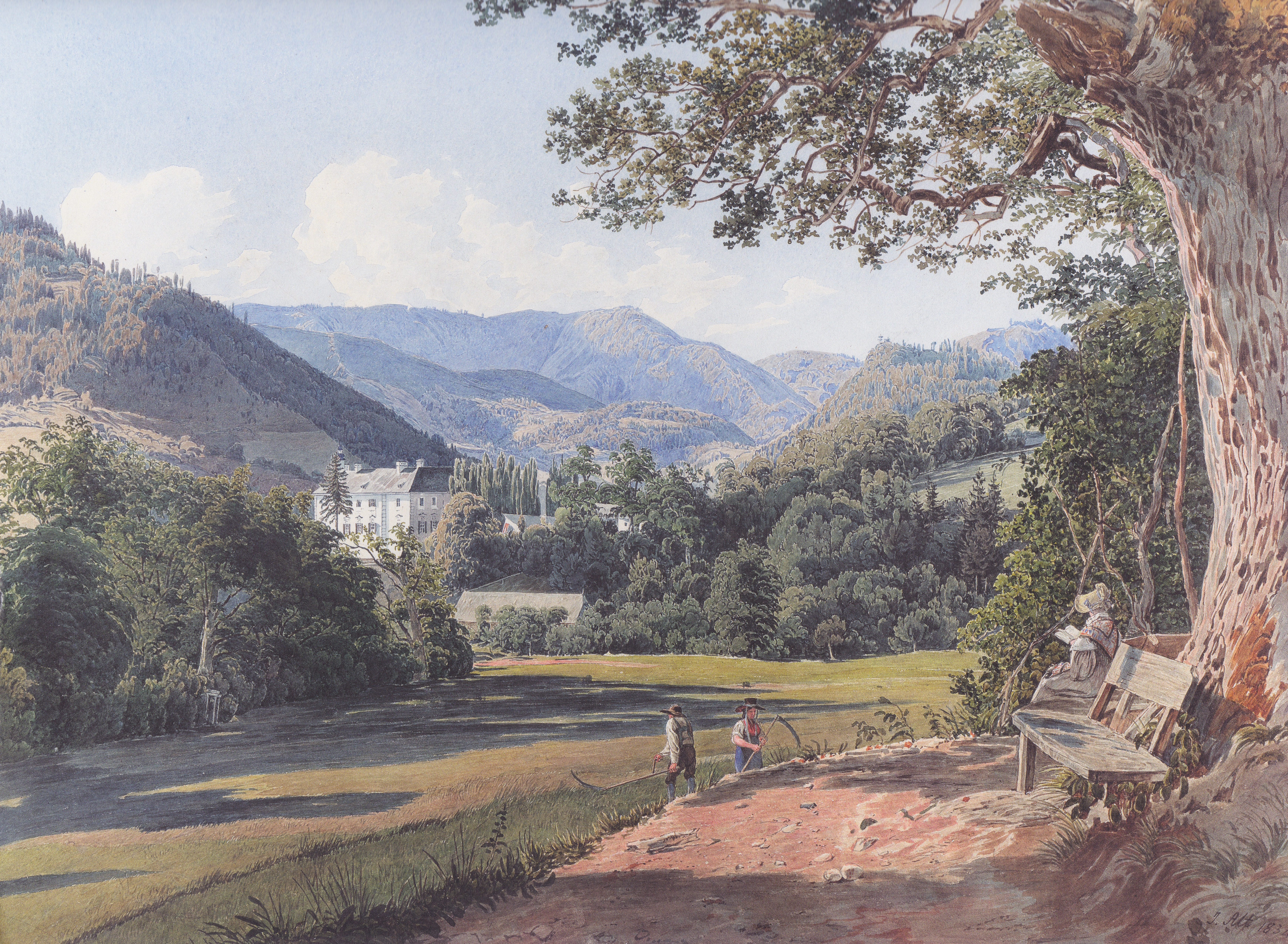
Stiebar Château, en Autriche, 1834.
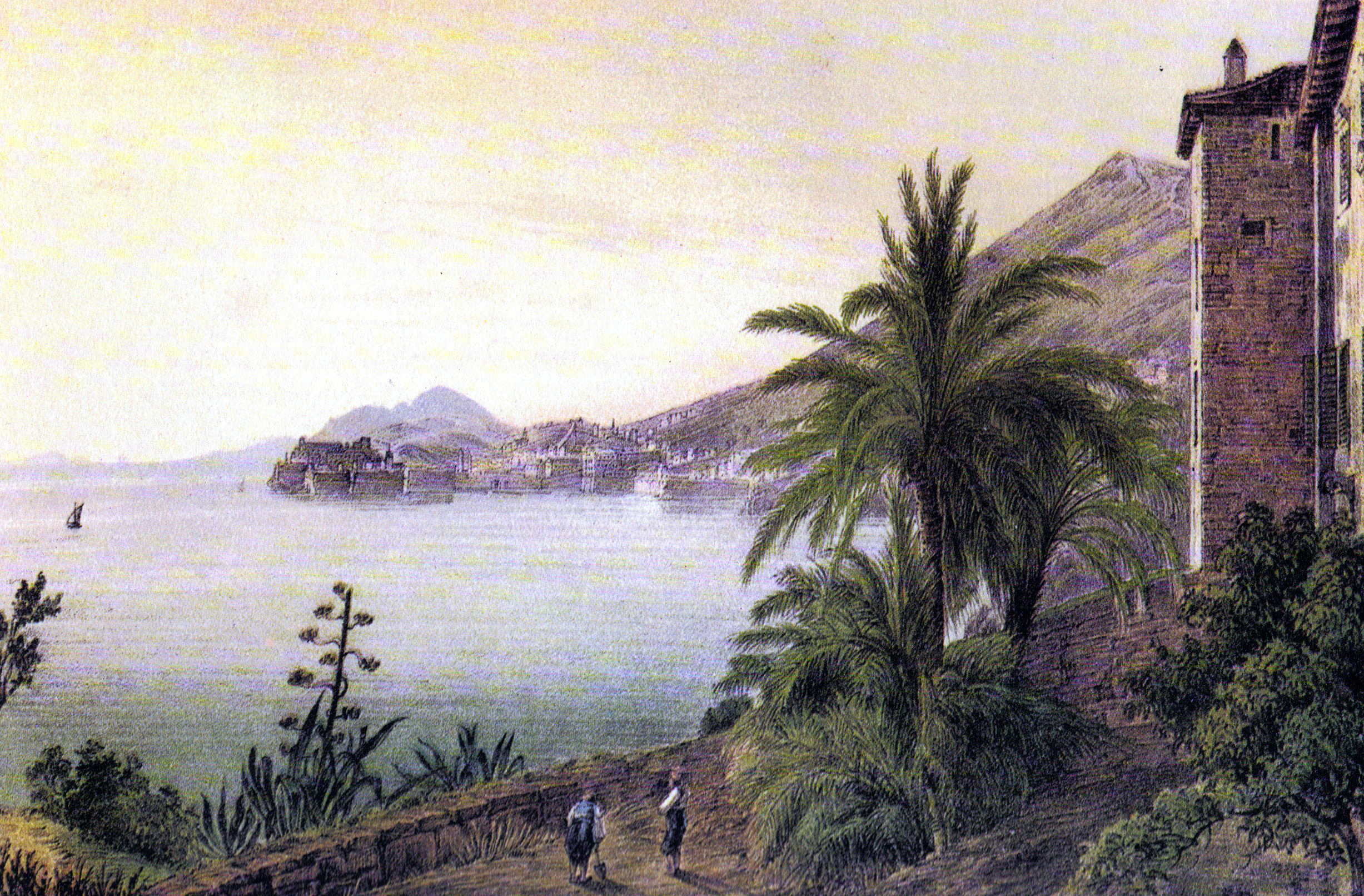
Baie de Dubrovnik, 1840.
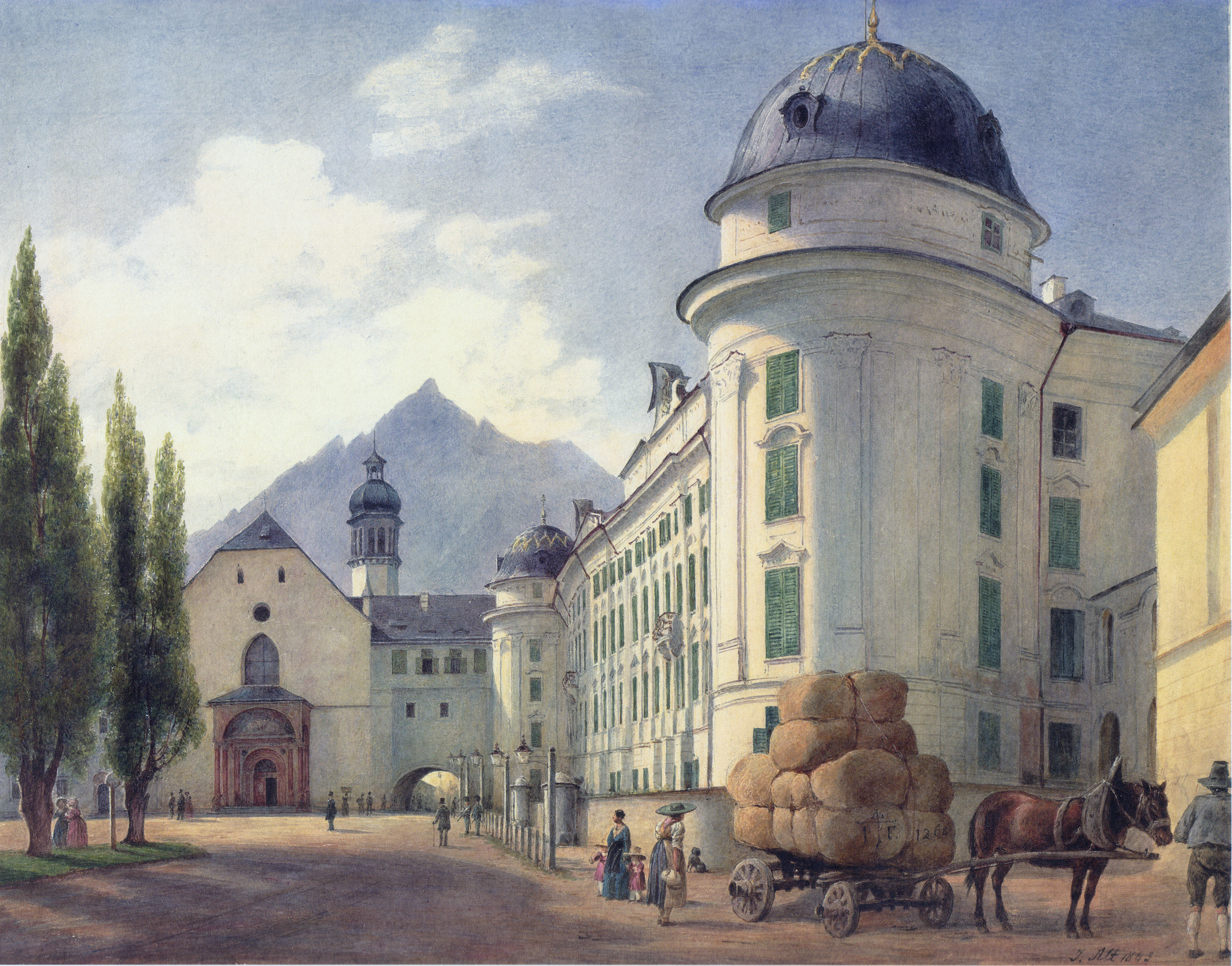
Innsbruck, 1845.
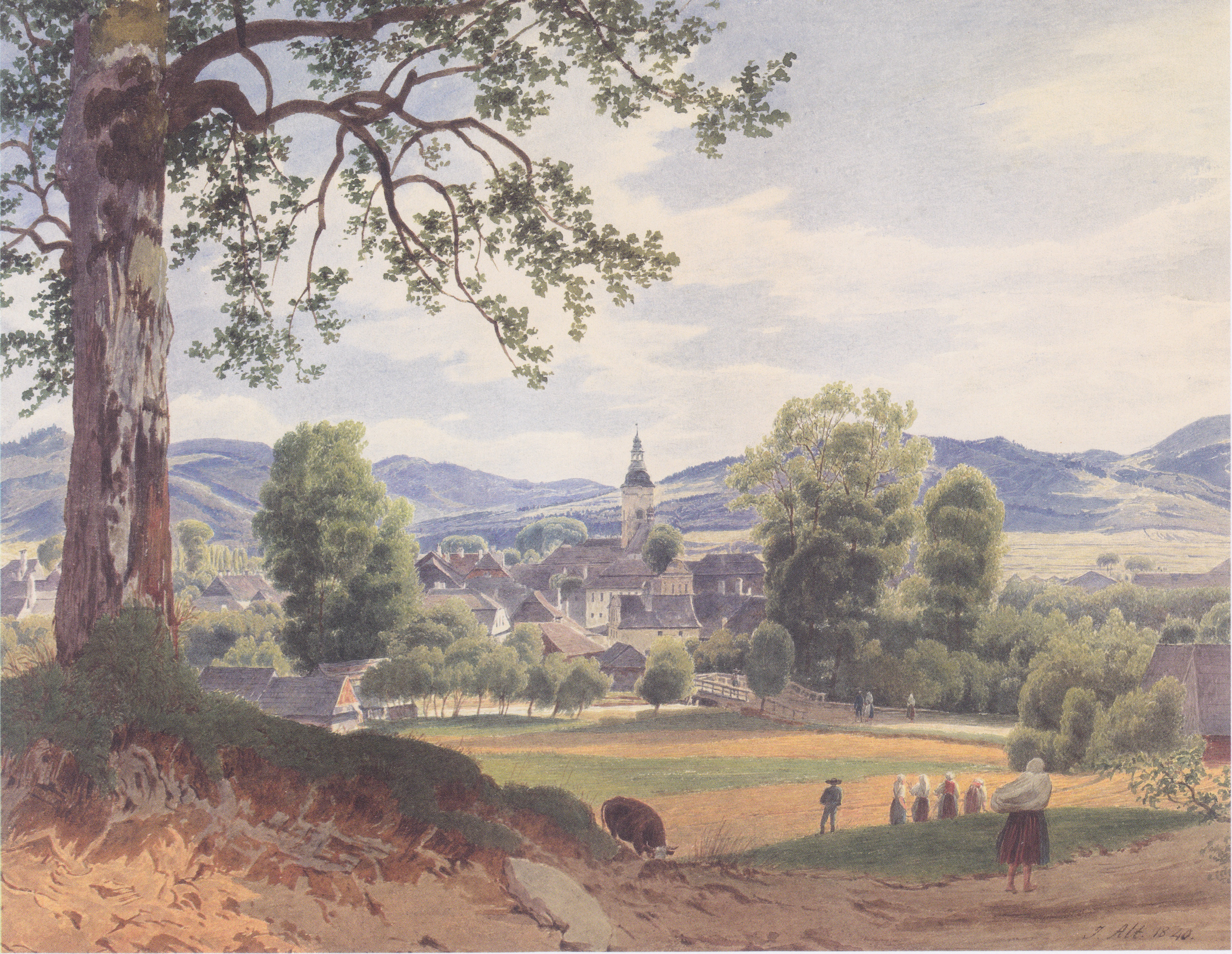
Jablunkov, 1840.
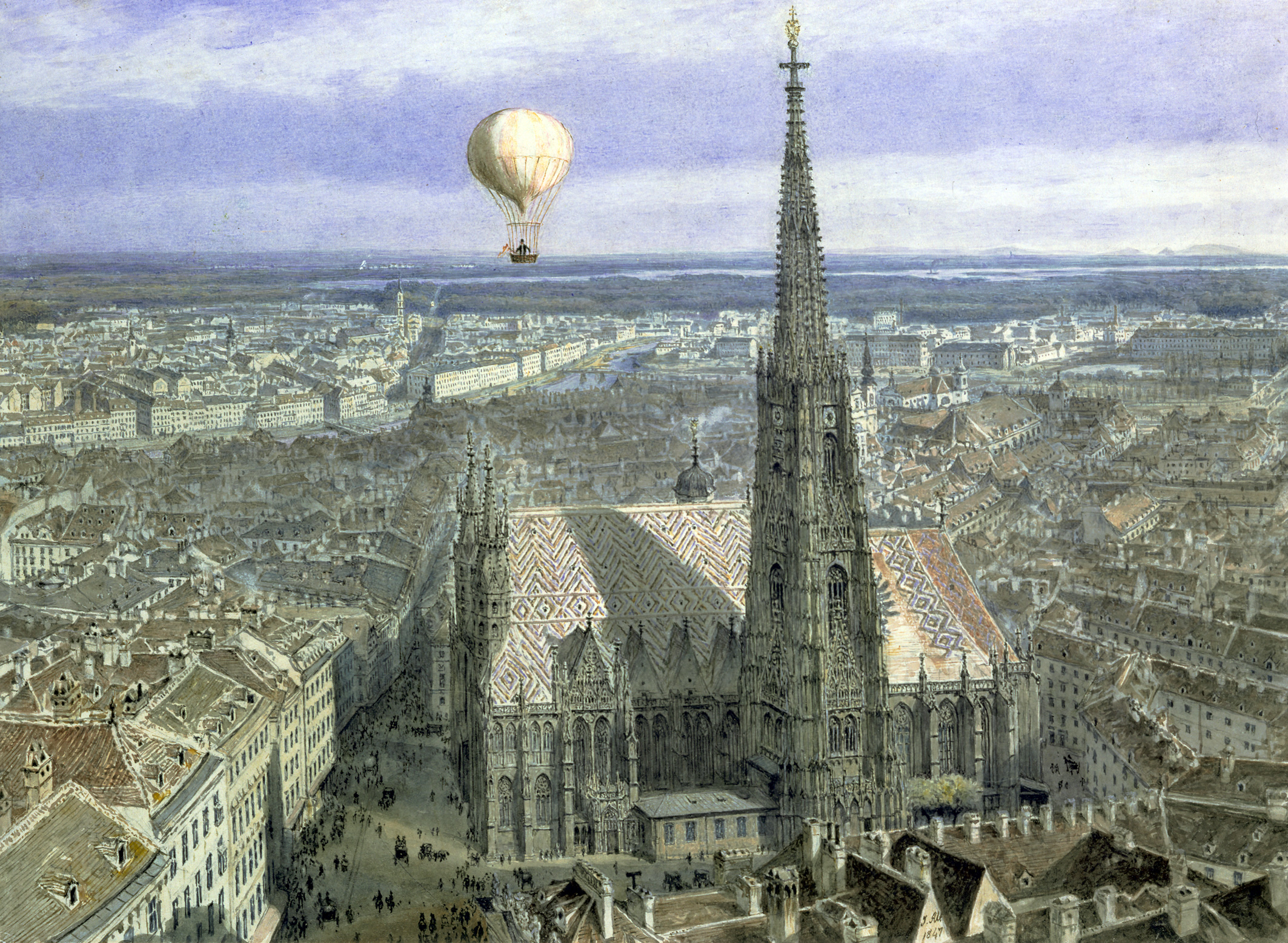
Wien